# مطار دير داوا الدولي
مطار دير داوا الدولي (إياتا: DIR، إيكاو: HADR) هو مطار يخدم مدينة دير داوا في إثيوبيا.

## شركات الطيران
| شركات الطيران           | الوجهات                  |
| ----------------------- | ------------------------ |
| الخطوط الجوية الإثيوبية | جيبوتي، أديس أبابا، غودي |